# Rezerwat przyrody Poledňana
Rezerwat przyrody Poledňana (cz. Přírodní rezervace Poledňana) – rezerwat przyrody w Czechach, w kraju morawsko-śląskim, w pobliżu Starych Hamrów, w powiecie Frydek-Mistek. Obejmuje 15,94 ha powierzchni w granicach CHKO Beskidy na południowo-zachodnim zboczu góry Okrouhlice (832 m n.p.m.), nad potokiem Poledňana, na wysokości 560–720 m n.p.m.
Rezerwat chroni las wyrosły na kamienistym podłożu, w glebie szkieletowej, m.in. buczyny z podzwiązku Eu-Fagenion lasy zboczowe związku Tilio-Acerion (lipowo-klonowe). Najliczniej występującym gatunkiem drzewa jest buk, następnie jawor, wyżej świerk pospolity, a oprócz tego rosną tu również jarząb pospolity i jesion wyniosły. Warstwa podszytu jest słabo rozwinięta (bez czarny, wawrzynek wilczełyko), natomiast runo jest bujne z takimi gatunkami jak: wietlica samicza, nerecznica szerokolistna i samcza, paprotnik kolczysty. Ponadto występują tu gatunki roślin charakterystyczne dla buczyn (m.in. żywiec dziewięciolistny, miodunka ćma itd.), obserwowane są ptaki (bocian czarny, puszczyk, dzięcioł czarny) i ssaki (łasica pospolita, kuna leśna, borsuk).
W rezerwacie znaleziono 43 gatunki ślimaków.